# Coccinelle (scout)

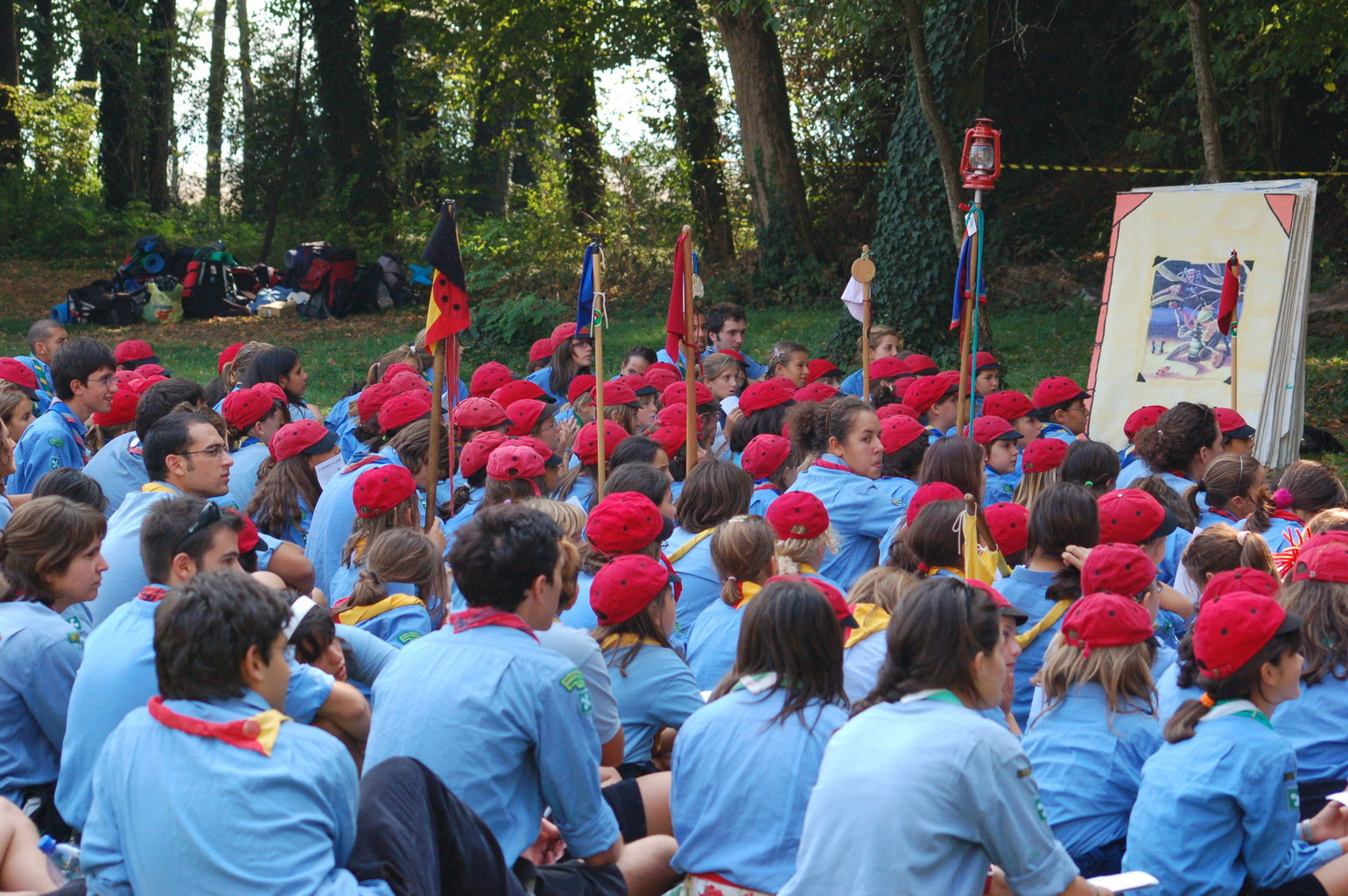
Coccinelle AGESCI al "Volo Regionale Lombardo" (22-23 settembre 2007)

 Le Coccinelle sono una branca (cioè una fascia d'età) dello scautismo e del guidismo italiano e accolgono bambini e bambine che vanno dai 7/8 agli 11/12 anni. In alcune associazioni le coccinelle sono solo bambine.

## Storia
Il coccinellismo è nato nell'Associazione guide italiane (AGI) come metodo educativo per le bambine fino agli 11/12 anni, dunque troppo giovani per essere guide. Il metodo fu inizialmente ideato facendo riferimento al lupettismo, con una ambientazione più vicina alla sensibilità di una bambina, come adattamento all'Italia delle Brownie Guides inglesi, fondate da Baden-Powell. La scelta della coccinella venne da padre Agostino Ruggi d'Aragona, allora assistente centrale dell'AGI, in quanto in molti paesi la coccinella è simbolo di fortuna e in alcune leggende è legata alla Madonna, tanto da essere chiamata "insetto della Signora". Successivamente, nel 1974, con la fusione dell'Associazione scouts cattolici italiani (ASCI) e dell'AGI nell'Associazione Guide e Scouts Cattolici Italiani (AGESCI) la branca venne mantenuta, dopo un periodo di elaborazione metodologica e sperimentazione in cui si codificò il concetto di Ambiente Fantastico sia per le Coccinelle sia per i Lupetti. Oggi i Cerchi (tale è il nome dell'unità) possono essere misti (così come i Branchi), cioè le coccinelle possono essere sia bambini sia bambine. La coeducazione è infatti uno dei principi del metodo AGESCI, che offre alle ragazze e ai ragazzi di vivere esperienze educative comuni.
Nel 1976 nacque anche in Italia l'Associazione italiana guide e scouts d'Europa cattolici della Federazione dello Scautismo Europeo (FSE), che ha anch'essa una Branca Coccinelle ispirata da quella dell'AGI; nella FSE, il Cerchio può essere solo femminile.
Nell'AGESCI si tentò subito di unificare lupettismo e coccinellismo. Poiché l'unica differenza fra i due è l'Ambiente Fantastico, si diresse l'attenzione su questo aspetto, per trovare un solo Ambiente Fantastico per la Branca. Dopo una serie di sperimentazioni (tra i vari Ambienti Fantastici ricordiamo quelli tratti da La collina dei conigli e da Lo Hobbit) si decise invece che nessuno di questi aveva l'efficacia e le tradizioni della Giungla (l'Ambiente Fantastico dei Lupetti) e del Bosco (quello delle Coccinelle), che vennero mantenuti entrambi con pari dignità; mancava però alle Coccinelle un testo di riferimento analogo al Libro della Giungla di Rudyard Kipling: i/le capi/e cerchio, infatti, inventavano di volta in volta dei racconti utili alle attività, senza dei riferimenti prestabiliti. Alcuni racconti verranno raccolti e rielaborati da Cristiana Ruschi Del Punta nel libro Sette punti neri. Tale libro racconta la storia di Cocci, una coccinella alla ricerca dei suoi sette punti neri, le avventure di otto coccinelle che ripercorrono successivamente il viaggio di Cocci ed infine le peripezie di due coccinelle al mare; tale libro sarà il riferimento della branca.
Anche per le coccinelle è di particolare importanza la figura di San Francesco d'Assisi, ma ancor di più quella di Santa Chiara.

## Metodo
Il metodo usato è lo stesso del branco, fatte salve le differenze dovute alla diversità del racconto, dell'Ambiente Fantastico e del Motto.

### La Legge
1. La Coccinella è sempre ubbidiente.
2. La Coccinella è ordinata.
3. La Coccinella è sempre sincera.
4. La Coccinella è sempre contenta.
5. La Coccinella vuol bene a tutti.
6. La Coccinella sa rendersi utile.
7. La Coccinella conosce ed ama gli animali e le piante.

### La Promessa
Nella FSE la promessa della coccinella è:
Con l'aiuto di Dio
Prometto di fare del mio meglio
per essere fedele a Dio, ai miei genitori ed alla mia Patria
per osservare la Legge delle Coccinelle
e fare un favore a qualcuno ogni giorno.

### Il Motto
Il Motto delle Coccinelle è "Eccomi". Questa parola ricorda l'Eccomi di Maria quando apparve l'arcangelo Gabriele, l'Eccomi di Samuele all'udire la chiamata di Dio, ma anche l'Eccomi di varie Sante e vari Santi. Esiste, oltre la continuità di metodo scout nelle tre branche, anche una sorta di continuità di motti. Le Coccinelle hanno: Eccomi, i lupetti Del nostro meglio, le Guide e gli Esploratori Estote Parati o anche Sii Preparato/a ed infine le Scolte e i Rover Servire.

### Il sentiero
Il cammino personale di ciascun bambino e bambina ripercorre il viaggio di Cocci nella ricerca dei suoi punti neri attraverso il prato, il bosco e la montagna.

#### Nell'AGESCI
Il Sentiero della Coccinella nell'AGESCI prevede tre momenti,
1. Coccinella del Prato (momento della scoperta)
2. Coccinella del Bosco (momento della competenza)
3. Coccinella della Montagna (momento della responsabilità)

#### Nella FSE
Per crescere ognuno deve fare un certo cammino, percorrere una strada. Per concretizzare questa progressione, nel Metodo Coccinelle ci sono i sentieri (Prato, Bosco e Montagna) inseriti nell'Ambiente bosco, che propongono difficoltà, sforzi graduali in base all'età ed all'esperienza delle bambine. Sul primo Sentiero, la Cocci scopre che "La Coccinella è sempre ubbidiente" e che "La Coccinella è ordinata"; perché solo su una base di ordine e armonia potrà scoprire la gioia e desiderare la Promessa. Sul secondo Sentiero, scopre che "La Coccinella è sempre sincera" e che "La Coccinella è sempre contenta" interiorizzando così l'ordine esteriore già acquisito e sviluppando la "formazione del carattere". Alla fine di questo sentiero la Coccinella può cogliere il Mughetto, il fiore della gioia che si possiede. Sul terzo Sentiero scopre che "La Coccinella vuol bene a tutti" e che "La Coccinella sa rendersi utile". La Coccinella coglie dunque la Genziana, il fiore della gioia che si dona.

### L'ambiente fantastico: il Bosco
Come già per i sentieri, l'Ambiente Fantastico del Cerchio è il Bosco. Il Bosco è un clima di gioia e condivisione. Il simbolo dell'unione del Cerchio è la Lanterna sotto la Grande Quercia dove si mettono in cerchio le Coccinelle. Nell'AGESCI si rivivono le avventure di Cocci come raccontate in Sette punti neri.
Cocci, nel suo viaggio alla ricerca dei sette punti neri persi dal trisavolo, incontra vari abitanti del Prato, del Bosco e della Montagna. Grazie a questi incontri e alle relative esperienze, Cocci troverà i punti neri e imparerà a donare la gioia che ha scoperto, ritornando al suo cerchio. I personaggi principali sono: Arcanda (la grande aquila), Scibà (il serpente), Mi (la formica), la famiglia degli scoiattoli. Da menzionare anche Bi, la formica più anziana del formicaio, il cui nome può essere assunto dal capo gruppo in quanto «custode della memoria e della storia della comunità».
Nella FSE il bosco fa parte del "Simbolismo" appartenente alla branca Coccinelle. Il bosco permette alla bambina di entrare in un ambiente in cui può liberamente esprimersi attraverso la fantasia, l'acuto spirito di osservazione e la voglia di giocare. È un ambiente non solo fisico perché è anche fonte di crescita e formazione in cui vivere molteplici esperienze. Il tema del bosco permea e regola tutta la vita di Cerchio perché mette la Coccinella in continuo contatto con la natura, offrendole la possibilità di scoprirne i segreti, le bellezze e gli insegnamenti.

### Il Saluto
Il saluto della Coccinella viene effettuato portando alla tempia l'indice e il medio della mano destra uniti a formare le antenne della Coccinella. Le due dita ricordano i due punti della legge. Il pollice poggiato sull'anulare e sul mignolo simboleggia l'impegno della Coccinella nel proteggere ed aiutare i più piccoli.
Nella FSE il Saluto (che non viene appoggiato alla tempia) simboleggia i due punti della Promessa: il primo dito rappresenta l'impegno a fare del proprio meglio per essere fedeli: a Dio, ai genitori, alla Patria e alla legge delle Coccinelle; il secondo dito rappresenta l'impegno di fare ogni giorno un favore a qualcuno. Per questo la Coccinella può iniziare a salutare solo dopo aver fatto la Promessa, cioè quando, simbolicamente, le spuntano le ali.

### Particolarità metodologiche

#### AGESCI
Nell'AGESCI il coccinellismo si basa sul forte utilizzo del linguaggio simbolico e della cosiddetta "atmosfera bosco". Così come nel lupettismo si utilizza la "Morale indiretta", nel coccinellismo di parla più precisamente di "morale per situazioni" nel mentre lupettismo si parla di "morale per tipi".
Non si presentano al bambino o alla bambina nozioni astratte di morale, ma tramite le situazioni che i personaggi dei racconti vivono si fornisce al bambino una chiave di lettura per interpretare le esperienze vissute. Dalle esperienze che la coccinella vive personalmente ed insieme agli altri bambini nasce un elemento concreto (legato ai temi del racconto) che sempre richiamerà l'esperienza vissuta: tramite il racconto quindi si esemplifica un modello morale comprensibile ai bambini offrendo esempi di comportamento in queste situazioni.
I principali personaggi di Sette punti neri si fanno generalmente corrispondere ai quattro punti di B.-P., cioè i quattro punti cui deve tendere l'educazione scout secondo il fondatore Robert Baden-Powell.
- Formazione del carattere: Arcanda
- Servizio al prossimo: Scibà
- Salute ed efficienza fisica: Scoiattoli
- Abilità manuale: Mi

È interessante notare che ciascuno di questi quattro personaggi corrisponde ad uno dei personaggi principali del Libro della Giungla (nell'ordine: Akela, Baloo, Bagheera, Kaa) anche se nel coccinellismo questa identificazione tra personaggio e tipo morale non è così marcata come nel lupettismo.

#### FSE
Il metodo Coccinelle si avvale del Simbolismo che utilizza elementi concreti per richiamare un concetto, un valore più profondo. L'uso dei segni aiuta la Coccinella a capire e a vivere il Metodo e attraverso questi fa suoi i valori educativi che incidono sulla sua crescita. Il Metodo, per seguire la progressione della bambina durante la sua permanenza in Cerchio, non si avvale di una storia fissa. L'FSE ha scelto, invece, un particolare ambiente in cui la Coccinella viene stimolata ad una crescita attiva, da protagonista, dove sono possibili il gioco e l'avventura: il bosco. In tema sono stati scelti opportuni simboli, per trasmettere alle bambine determinati fondamenti: 
- l'ambiente bosco
- il saluto
- i sentieri
- la famiglia felice
- la grande quercia
- la lanterna
- i sette punti neri
- il favore

### Famiglia Felice
L'affetto reciproco, la prontezza ed il desiderio di aiutarsi, il sentirsi unite sono gli elementi che rendono l'atmosfera del Cerchio così entusiasmante per chi vi entra per la prima volta: una grande Famiglia Felice dove regna la gioia. Il Cerchio è una Famiglia Felice: queste due parole sintetizzano con estrema semplicità e chiarezza gli scopi del Metodo. Famiglia è un termine chiaro per un bambino di otto anni perché è ancora l'ambiente più importante in cui vive. Felice: la felicità, la contentezza, la gioia, sono il tema di fondo di tutto il cammino della Coccinella e questo deve essere intuito sin dal primo momento.

### La Grande Quercia
Questo grande albero, tipica pianta italiana, racchiude i segreti e le storie di tutti gli abitanti del bosco e la sua presenza ricorda la generosità e l'equilibrio della natura. È simbolo della fraternità e dell'accoglienza. Sotto la sua maestosa chioma si riuniscono le coccinelle nei momenti più importanti della vita di Cerchio e ogniqualvolta si voglia stare insieme per cantare, danzare ecc. Appesa al ramo più basso della Grande quercia troviamo la Lanterna.

### La Lanterna
Simboleggia, con la sua fiamma, la gioia che sempre regna nella grande Famiglia Felice. Come la lanterna illumina lo spazio che le sta intorno, così ogni Coccinella illumina coloro che le stanno accanto facendo splendere la sua gioia.

### I sette punti neri
La Coccinella "septem punctata" è graziosa e utile. Ha sulle ali sette punti neri che rappresentano i sette articoli della Legge delle Coccinelle. I sette punti neri sono posti sullo zucchetto (che ricorda le ali della coccinella) ed indossarlo vuol dire impegnarsi a vivere la Legge delle coccinelle. La Cocci potrà mettere lo zucchetto solo al momento della sua Promessa, cioè quando s'impegna di fronte a tutto il Cerchio ad "osservare la legge delle Coccinelle".

### La Buona Azione/Favore
La Buona Azione (nell'AGESCI) o il Favore (nell'FSE) sono simbolo dell'attenzione all'altro e va considerato come un dono da fare agli altri, accettazione e capacità di vivere la comunità, fino a diventare un atteggiamento continuo di disponibilità. Il dare e l'aiutare devono essere sinceri e gioiosi e la ricompensa va ricercata proprio nell'atto stesso del rendersi utili.

### La Preghiera
Eccomi o Gesù,
con il mio cuore vicino al Tuo.
Aiutami a volerti bene,
ad essere buona/o con tutti,
a compiere bene il mio dovere di ogni giorno,
ad amare la natura che hai creato
come l'ha amata San Francesco.
Benedici le persone che mi sono care
e i bambini di tutto il mondo.
Fa' che io trovi sempre in Te la mia gioia.
Così sia.

## Terminologia
In italiano si usa il termine Coccinella per indicare sia l'insetto maschio che l'insetto femmina. Alla stessa maniera si userà il termine Coccinella anche per i bambini e non solo per le bambine. Questo segue l'uso delle pattuglie di esploratori. Un esploratore che appartiene alla squadriglia "Volpi" è "una volpe" (non "un volpo"). Così un bambino che appartiene ad un cerchio di coccinelle è "una coccinella" (non "un coccinello"). Nella FSE non sussiste questo problema in quanto la figura della Coccinella di sesso maschile non c'è.